# Apodocreedia vanderhorsti
Apodocreedia vanderhorsti е вид лъчеперка от семейство Creediidae, единствен представител на род Apodocreedia.

## Разпространение
Видът е разпространен в Мозамбик и Южна Африка.